# Frans Gisleen Borluut
Frans Gisleen Borluut (Gent, 21 april 1799 - aldaar, 9 november 1883) was een grootgrondbezitter en burgemeester van de voormalige Belgische gemeente Hansbeke.
Hij was de zoon van Emmanuel Borluut en Amelie van der Bruggen. Hij had in 1858 - langs moederszijde en als achterneef van Jan Baptist van de Woestijne - het kasteel en de onroerende goederen te Hansbeke geërfd. Eerder, in 1833, was hij gehuwd met Sidonie Kervijn (1809-1881), dochter van Jan Kervijn d'Oudt Mooreghem en Pauline de Ghellinck.

## Burgemeester
Frans Gisleen Borluut werd in 1861 burgemeester van Hansbeke en bleef dit tot aan zijn overlijden. In 1870 werd hij lid van de provincieraad van Oost-Vlaanderen. Bij zijn overlijden werd zijn vermogen geschat op 3,5 miljoen fr. (€ 87.000), in die tijd verdiende een goed betaalde arbeider 1.000 fr. (€ 25) per jaar.
Tijdens zijn ambtsperiode had hij stipt de wilsbeschikkingen van Jan Baptist van de Woestijne nageleefd. Hij bleef zodoende ook een weldoener voor het klooster en parochie. Na zijn dood in Gent werd hij bijgezet in het familiegraf te Hansbeke.